# Wilhelm Berkenbusch
Wilhelm Berkenbusch (26 de junho de 1918 - 23 de outubro de 2002) foi um oficial alemão que serviu durante a Segunda Guerra Mundial. Foi condecorado com a Cruz de Cavaleiro da Cruz de Ferro.

## Condecorações
| Cruz de Ferro 2ª Classe                                  |
| Cruz de Ferro 1ª Classe                                  |
| Cruz de Cavaleiro da Cruz de Ferro 15 de janeiro de 1945 |